# 무궁화 5호
무궁화 5호(無窮花五號)는 KT에서 개발한 정지궤도 통신위성이다. 대한민국 최초의 민군겸용 통신위성이다.
2006년 8월 22일, 하와이 제도 남쪽 태평양 공해인 서경 154도, 북위 0도(적도) 지점에서 씨런치사의 오딧세이호 위에서 해상발사 되었다.
2007년 한국천문연구원은 0.6미터 구경의 천체망원경으로 무궁화 5호 위성을 촬영했다.

## 한국 최초의 군용 통신 위성
무궁화 3호가 군용 통신 위성이 사용하는 Ka 밴드 3개 채널을 탑재했지만, 군용 통신 위성이라고 공식 발표된 적은 없다. 그러나 그 다음 버전인 무궁화 5호에서는 Ka 밴드 12개 채널이 군용이라고 공표했다.
무궁화 3호 보다 2배의 송신출력이며, 교신거리는 한국에서 6,000 km 까지이다. 서쪽으로는, 한국에서 하와이 까지가 7,000 km 인데, 그보다 약간 못 미친다. 동쪽으로는 인도의 동쪽 해안인 벵골만까지 커버가 되나, 소말리아 해적 소탕을 위해 청해부대가 작전중인 UAE, 소말리아에는 미치지 못한다. 남쪽으로는 호주의 북부 해안까지 도달한다.
무궁화 5호의 Ka 밴드 중계기 12기는 총 536Mbps으로, 미군이 사용하는 WGS 위성의 2.4 Gbps 보다는 5배가량 느리다. 한국은 천리안 위성에서 최초의 국산 Ka 밴드 통신중계기를 탑재했다.

## 프랑스
무궁화 1호, 무궁화 2호, 무궁화 3호는 미국 록히드 마틴이 제작했는데, 무궁화 5호는 프랑스 탈레스 알레니아 스페이스가 제작했다.

## 제원
- 구분: 통신위성[4]
- 무게: 4톤 이상
- 궤도: 36000 km GEO(정지궤도)
- 수명: 15년 이상
- 개발비: 비공개
- 탑재체: 고출력 중계기 (민간용 24개, 군용 12개)
- 발사장소: 하와이 남쪽 태평양 공해. 서경 154도, 북위 0도(적도). 씨런치사의 선박인 오딧세이호